# ALO (Band)

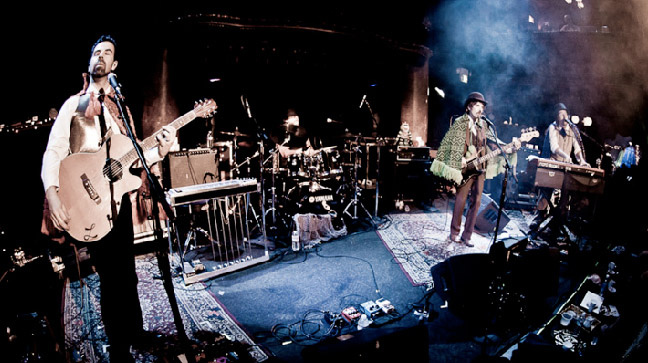
ALO

ALO (Animal Liberation Orchestra) ist eine US-amerikanische Band, bestehend aus David Brogan (Schlagzeug, Gesang), Dan Lebowitz (Gitarre, Perkussion, Gesang), Zach Gill (Keyboard, Ukulele, Gesang) und Steve Adams (Bass, Gesang).

## Geschichte
Auf der Saratoga High School gründeten Zach Gill (Keyboard, Gesang), Steve Adams (Bass, Gesang), Dan Lebowitz (Gitarre, Perkussion, Gesang) und Matt West (Schlagzeug, Gesang) ihre erste Band unter dem Namen Django. Durch ihre wilden Bühnenshows wurden sie bald in ganz Santa Barbara beliebt und bekannt.
Nach der Trennung der Band Django kehrten Zach Gill, Dan Lebowitz und Steve Adams in ihre Heimatstadt Saratoga zurück und spielten mit mehreren verschiedenen Schlagzeugern. 2002 vereinigten sie sich nach einer Auszeit erneut und fanden mit David Brogan einen festen Schlagzeuger.
Keyboarder Zach Gill ging zudem mit dem bekannten Surfer und Musiker Jack Johnson auf das gleiche College und hat gute Beziehungen zu ihm. 2006 wurde ALO bei Jack Johnsons Label Brushfire Records unter Vertrag genommen. Ihr Debütalbum Fly Between Falls wurde dort im gleichen Jahr wiederveröffentlicht.

## Diskografie

### Alben
- 2005: Fly Between Falls (Lagmusic Records)
- 2006: Fly Between Falls (Wiederveröffentlichung, Brushfire Records)
- 2007: Roses & Clover (Brushfire Records)
- 2010: Man of the World (Brushfire Records)
- 2012: Sounds Like This

### EPs
- 1998: ALO vs. LAG (mit LAG) (Lagmusic Records)
- 2000: Live Mix
- 2002: Time Expander (Lagmusic Records)

### Soundtracks
- 1999: One Size Fits All (Lagmusic Records)

### Sampler
- 2000: SF2000 Time Capsule
- 2005: Acoustic Trippin
- 2005: Grand Gallery Presents: Surf Time
- 2005: Pure Hemp Presents: One Love Volume 1
- 2006: Brushfire Records Winter 2006 Music Sampler (mit G. Love & Special Sauce, Matt Costa, Jack Johnson & Money Mark)